# 빨간코 알루
빨간코 알루는 대교어린이TV에서 2003년 10월 11일부터 2007년 5월 6일까지 방영했던 어린이 프로그램이다. 빨간코 알루는 춤과 노래를 좋아하는 유아들의 특성을 살려, ‘놀이에서 배운다’라는 생각 하에 만들어진 프로그램이다.
귀여운 친구들 알루, 까루, 다루와 함께 동요와 율동을 통해 우리말의 리듬감과 글자를 자연스럽게 익힐 수 있도록 도와주며, 글자를 읽는 자체보다는 언어를 통해 우리말의 정서를 느끼고 창의적인 상상의 나래를 펼 수 있게 꾸며졌다. 한글을 소재로 한 놀이방법, 자연스럽게 책 읽는 방법을 알려주기 위한 캐릭터 동화 등으로 짜임새 있게 구성되어 있다.
해외에서도 인기가 많기도 한다.

## 등장인물
- 알루 성우 : 김필진
- 다루 성우 : 이장우
- 까루 성우 : 이영리
- 알루 삼촌 배우 : 이현철